# 2. florbalová liga mužů 1999/2000
2. florbalová liga mužů 1999/2000 byla 7. ročníkem druhé nejvyšší mužské florbalové soutěže v Česku.
Soutěž odehrálo 12 týmů systémem dvakrát každý s každým. První dva týmy postoupily do 1. ligy. Poslední tři týmy sestoupily do 3. ligy.
Na prvních dvou postupových místech skončily týmy Crazy Boys FBC Liberec a Hippos Žďár nad Sázavou. Liberec se vrátil do nejvyšší soutěže po jedné sezóně. Žďár postoupil poprvé. Týmy v 1. lize nahradily sestupující týmy FBT Praha a SK Sharks Havlíčkův Brod.

## Konečná tabulka soutěže
| Poř. | Tým                     | Záp. | Výh. | Rem. | Pro. | Branky    | Body |
| ---- | ----------------------- | ---- | ---- | ---- | ---- | --------- | ---- |
| 1.   | Crazy Boys FBC Liberec  | 22   | 17   | 1    | 4    | 129 : 780 | 35   |
| 2.   | Hippos Žďár nad Sázavou | 22   | 15   | 2    | 5    | 115 : 840 | 32   |
| 3.   | SSK Future              | 22   | 16   | 0    | 6    | 98 : 600  | 32   |
| 4.   | FBC Predators Karviná   | 22   | 12   | 3    | 7    | 98 : 900  | 27   |
| 5.   | AGC Malá Strana         | 22   | 11   | 2    | 9    | 104 : 107 | 24   |
| 6.   | Tatran Střešovice B     | 22   | 10   | 1    | 11   | 93 : 870  | 21   |
| 7.   | ASK Orka Stará Boleslav | 22   | 7    | 5    | 10   | 79 : 800  | 19   |
| 8.   | MDDM Ostrov             | 22   | 8    | 3    | 11   | 117 : 127 | 19   |
| 9.   | Slavia Team 96 Havířov  | 22   | 8    | 2    | 12   | 72 : 980  | 18   |
| 10.  | North Stars Ostrava     | 22   | 5    | 6    | 11   | 71 : 770  | 16   |
| 11.  | Royal Havířov           | 22   | 5    | 1    | 16   | 81 : 115  | 11   |
| 12.  | UHC Aligator Ostrava    | 22   | 4    | 2    | 16   | 70 : 124  | 10   |